# Шакало, Владимир Петрович
Владимир Петрович Шакало (укр. Володимир Петрович Шакало; 17 июля 1941, Кривой Рог, Днепропетровская область — 26 марта 2016, Жёлтые Воды, Днепропетровская область) — советский и украинский актёр театра и кино. Заслуженный артист Абхазской АССР (1989), Заслуженный артист Украины (2001). Член Союза кинематографистов Украины.

## Биография
Сначала окончил театральную студию Харьковского государственного академического украинского драматического театра имени Т. Шевченко, затем в 1973 году ГИТИС имени Луначарского.
Работал в театрах Киева, Одессы, Гродненском областном драматическом театре, Донецком областном русском ТЮЗе, Кишинёвском театре-студии киноактёра при киностудии «Молдова-фильм». В 1996—2007 годах выступал на сцене Луганского академического украинского драматического театра.
Был актёром Киевской киностудии имени А. Довженко (1959—1974), «Мосфильм», Одесской киностудии, «Молдова-фильм». Снимался в молдавских фильмах с 1972 года по 1982 год.
В последние годы жил в городе Кривой Рог Днепропетровской области (Украина).
Характерный актёр. Обладал богатырским телосложением, 2-метровым ростом. Похоронен на Краматоровском кладбище ( город Кривой Рог)

## Избранная фильмография
- 1969 — «Ватерлоо» — эпизод,
- 1970 — «Белая птица с чёрной отметиной» — пан Левицкий,
- 1970 — «Мир хижинам, война дворцам» — Наркис,
- 1971 — «Зозуля с дипломом» — Грицько Приходько, парикмахер,
- 1971 — «Захар Беркут» — эпизод,
- 1972 — «Наперекор всему» — Бушатлия,
- 1972 — «Пропавшая грамота» — Петро,
- 1972 — «Последний гайдук» — эпизод,
- 1973 — «Новоселье» — эпизод,
- 1973 — «Ни пуха, ни пера!» — Кузьма, браконьер,
- 1973 — «Каждый день жизни» — Семён,
- 1973 — «Дед левого крайнего» — эпизод,
- 1974 — «Белый круг» — Центнер,
- 1974 — «Белый башлык» — Никуало,
- 1975 — «Там вдали, за рекой» — Вася Дударь, коммунар,
- 1976 — «Легенда о Тиле» — солдат из войска принца Оранского, вызвавший Тиля на поединок
- 1976 — «По волчьему следу» — Иван Матюхин,
- 1977 — «Сказание о храбром витязе Фэт-Фрумосе» — сын Лаура-Балаура,
- 1977 — «Фронт за линией фронта» — бородатый партизан из отряда «За Родину»,
- 1978 — «Емельян Пугачёв» — звонарь,
- 1978 — «Подозрительный» — эпизод,
- 1978 — «Крепость» — Микола Марченко,
- 1978 — «Кривые гвозди» — Гицэ,
- 1978 — «Лес, в который ты никогда не войдешь» — долговязый порубщик леса,
- 1979 — «Вавилон ХХ» — милиционер Македонский
- 1980 — «У чёртова логова» — крестьянин (нет в титрах),
- 1980 — «Миллионы Ферфакса» — Артур Кук,
- 1980 — «Эскадрон гусар летучих» — Яков, немой
- 1980 — «Вишнёвый омут» — Андрей Савкин,
- 1980 — «Большая малая война» — Федя Бородин,
- 1981 — «Ночной блокнот» (короткометражный) — эпизод,
- 1981 — «Колесо истории» — единоличник,
- 1982 — «Лебеди в пруду» — эпизод,
- 1982 — «Найти и обезвредить» — «Сонный», бандит,
- 1982 — «Звёздная командировка» — колхозник, в мотоциклетном шлеме, член свадебного комитета
- 1982 — «Взять живым» — Микола Цымбалюк, разведчик,
- 1983 — «Внезапный выброс» — спасатель,
- 1984 — «Канкан в английском парке» — эпизод,
- 1984 — «Мальва» — Василий Легостев
- 1984 — «Герой её романа» — эпизод,
- 1985 — «Русь изначальная» — придворный Юстиниана,
- 1988 — «Благородный разбойник Владимир Дубровский» — Архип, кузнец,
- 1988 — «На железной дороге» — Христофор Панфимирович
- 1989 — «Лифт для промежуточного человека» — эпизод,
- 1989 — «Под ступеньками» — эпизод,
- 1990 — «Семья Зитаров» — Шамшурин,
- 1992 — «Паук» — эпизод,
- 1993 — «Дафнис и Хлоя» — Пелей,
- 1993 — «Я — Иван, ты — Абрам» — эпизод,
- 1995 — «Остров любви» (фильм 4-й «Приговор») — отец Ции,
- 1997 — «Ветер над городом» — работник театра,
- 2008 — Дурдом (телесериал) — Прохор Кизяков
- 2008 — «Ночная смена» — «детина».

## Награды
- Заслуженный артист Абхазской АССР (1989);
- Заслуженный артист Украины (2001)[1].